# Dekanija Žalec
Dekanija Žalec je bila rimskokatoliška dekanija Celjskega naddekanata Škofije Celje. Ukinjena je bila 1. septembra 2021 ob reorganizaciji naddekanatov in dekanij, pri čemer je bila z Dekanijo Braslovče združena v novo Dekanijo Žalec - Braslovče.

## Župnije
1. Župnija Galicija
2. Župnija Gotovlje
3. Župnija Griže
4. Župnija Petrovče
5. Župnija Polzela
6. Župnija Šempeter
7. Župnija Žalec